# ジョン・クレイ・ウォーカー
ジョン・クレイ・ウォーカー（John Clay Walker、1948年10月8日 - 1985年1月31日）は、アメリカ合衆国のジャーナリスト。メキシコのグアダラハラ・カルテルのボスであるラファエル・カロ・キンテロに殺害された。

## 生涯
ワシントンD.C.出身。1968年にアメリカ海兵隊に入隊し、ベトナム戦争に従軍する。2度の負傷によりパープルハート章を2回受賞する。海兵隊を名誉除隊した後は奨学金を利用してミネソタ大学に入学し、1976年にジャーナリズムの学位を取得する。1970年代後半から1980年代前半にかけてミネソタ州及びアイオワ州を拠点として新聞記者及び写真家として活動する。1983年には家族と共にメキシコのグアダラハラに移住し、小説家として文筆活動を開始する。
1985年1月30日、ウォーカーと歯学部の学生であるAlbert Radelatがレストランで食事をとっていたところ、偶然居合わせたグアダラハラ・カルテルのボスであるラファエル・カロ・キンテロとその部下に拉致される。ウォーカーは拷問の末の頭部外傷が原因で死亡し、Radelatはグアダラハラの郊外にあるサポパンの森にウォーカーの遺体と共に生き埋めにされて殺害された（2人の遺体は6か月後に発見された）。
捜査当局は、キンテロがウォーカーとRadelatの拉致を命じた理由について、彼らをアメリカ麻薬取締局（DEA）の覆面捜査官と誤認したためと考えている（キンテロはグアダラハラを訪れた複数のアメリカ人をDEAの覆面捜査官と誤認し殺害した疑いが持たれている）。

## その後
同年、キンテロはDEAの覆面捜査官であるキキ・カマレナを拉致・拷問して殺害している。事件後、カロはコスタリカのプンタレナスで逮捕され、メキシコにて懲役40年を宣告され収監されたが刑期を12年残して2013年に釈放されたため、激怒したアメリカ当局はキンテロをFBI10大最重要指名手配のリストに掲載した。
その後、キンテロは2022年に銃撃戦の末に逮捕された。